# Epepeotes jeanvoinei
Epepeotes jeanvoinei là một loài bọ cánh cứng trong họ Cerambycidae.